# Vanessa Rae Kelly
Vanessa Rae Kelly (Sydney, 25 febbraio 1974) è una modella, personaggio televisivo e attrice australiana.

## Carriera
Dopo aver lavorato fin dall'adolescenza come modella in Australia (dove all'età di 17 anni è arrivata seconda nel concorso di bellezza Face of Australia), Germania e Stati Uniti, è diventata famosa in Italia impersonando "Madre Natura" nella seconda edizione del programma televisivo Ciao Darwin (1999-2000).
È apparsa in un episodio di Xena: Warrior Princess (2000) e ha recitato nella serie tv prodotta da Mediaset Ma il portiere non c'è mai? (Canale 5 2002). Sempre in Italia ha partecipato al reality show Il ristorante, in onda sulla RAI nell'autunno/inverno 2004-05. Nel 2005 inizia la sua carriera da attrice e recita ne I colori della vita. Come modella è stata la testimonial di diverse campagne pubblicitarie, tra cui una per la linea di biancheria intima Intimissimi dell'italiana Calzedonia. Ha posato per numerose riviste, tra cui le italiane Max e Maxim. È stata la ragazza calendario per Gente Viaggi nel 2001 (foto realizzate a Pantelleria) e Maxim nel 2005, e ha posato per il calendario 2003 di una ditta di serramenti.

## Agenzie
- The Fashion Model Management